# Abdat Musa
Abdat Musa – wieś w Syrii, w muhafazie Aleppo, w dystrykcie As-Safira. W 2004 roku liczyła 134 mieszkańców.